# Monte Nantai
O Monte Nantai (男体山, Nantai-san) (ou Futarasan (二荒山)) é um estratovulcão no Parque Nacional de Nikkō no centro de Honshū, principal ilha do Japão, que atinge 2486 m de altitude. Muito proeminente, pode ser visto em dias límpidos da costa do oceano Pacífico, a mais de 100 km.
É um sítio popular para montanhismo e considerado montanha sagrada.